# Lipotriches armatula
Lipotriches armatula är en biart som först beskrevs av Dalla Torre 1896.  Lipotriches armatula ingår i släktet Lipotriches och familjen vägbin. Inga underarter finns listade i Catalogue of Life.